# Next3
Next3 — файлова система для Linux з підтримкою снапшотів. Розроблена CTERA Networks. Базується на коді ext3 і має пряму і зворотну сумісністю з цією файловою системою. Сирцеві коди проекту поширюються під ліцензією GNU GPL.

## Особливості

### Снапшоти (snapshots)
Перевага методу copy-on-write полягає в тому, що при записуванні ФС Next3 нових даних, блоки, що містять старі дані, можуть бути збережені — що дозволяє робити так звані знімки файлової системи — снапшоти (англ. snapshots). У Next3 знімки створюються швидко, оскільки всі дані, які повинен містити знімок, вже збережені. Ще однією перевагою є ефективне використання дискового простору, оскільки будь-які не змінені дані передаються між файловою системою і її знімком.

### Динамічне виділення простору під снапшоти
Традиційний для Linux менеджер логічних томів (LVM), який теж дозволяє створювати знімки файлової системи, вимагає, щоб місце під снапшоти виділялося заздалегідь. Next3 використовує динамічне виділення простору під снапшоти.

### Сумісність з ext3
Однією з цілей розробників Next3 була пряма і зворотна сумісність з файловою системою ext3. Всі структури на диску ідентичні тим, що використовуються в ext3, відмінності мінімальні, тому Next3 може бути примонтована як ext3, без будь-яких змін, за умови відсутності снапшотів. У разі наявності снапшотів, Next3 може бути примонтована як ext3 лише з прапорцем ro (Read-only — лише читання), щоб змінені блоки не могли бути збережені в снапшотах.
Зворотна сторона практично повної сумісності з ext3 — Next3 не підтримує багато технологій, що використовуються в сучасних файлових системах, наприклад екстенти.

### Продуктивність
Без використання снапшотів продуктивність Next3 еквівалентна продуктивності ext3. При використанні снапшотів виникають невеликі накладні витрати на запис блоків метаданих і (близько 1 %) на запис блоків даних.